# Christian Thielemann
Christian Thielemann (Berlijn, 1 april 1959) is een Duits dirigent.

## Loopbaan
Thielemann studeerde viool en piano aan de Hochschule für Musik „Hanns Eisler“ en werd als negentienjarige aangenomen als correpetitor aan de Deutsche Oper Berlin bij Heinrich Hollreiser, als assistent van Herbert von Karajan.
In 2004 werd hij aangesteld als hoofddirigent en muzikaal directeur van de Münchner Philharmoniker. In 2012 maakt hij de overstap naar de Staatskapelle Dresden.
Hij treedt regelmatig aan als dirigent bij de Bayreuther Festspiele en de Salzburger Festspiele.
In 2003 ontving hij de Orde van Verdienste van de Bondsrepubliek Duitsland, in 2011 werd hij geëerd door de Royal Academy of Music, in 2012 ontving hij een eredoctoraat van de KU Leuven.
Op 1 januari 2019 dirigeerde hij voor de eerste keer het Nieuwjaarsconcert van de Wiener Philharmoniker in Wenen; op 1 januari 2024 stond hij daar opnieuw op de bok. 
- Bibsys: 3071876
- Biblioteca Nacional de España: XX1716930
- Bibliothèque nationale de France: cb140012533 (data)
- CiNii: DA11117790
- Gemeinsame Normdatei: 124247350
- International Standard Name Identifier: 0000 0001 1700 249X
- Library of Congress Control Number: no97077248
- Nationale Bibliotheek van Letland: 000172657
- MusicBrainz: 64b7fd16-f29c-49f2-a4a6-5c673ac039db
- Nationale Bibliotheek van Tsjechië: pna2007383941
- Nationale Bibliotheek van Israël: 987007323118905171
- Nationale Bibliotheek van Polen: a0000001283420
- Nederlandse Thesaurus van Auteursnamen: 316325619
- Réseau des bibliothèques de Suisse occidentale: 02-A008841572
- SNAC: w6ck11ct
- Système universitaire de documentation: 076899071
- Virtual International Authority File: 115862269
- WorldCat: E39PBJdRxDJ7G3c9tPV9X6FdwC